# Surfacing (Lied)
Surfacing ist ein Lied der US-amerikanischen Metal-Band Slipknot.

## Hintergrund
Das Lied kam zustande, als die Bandmitglieder nach Los Angeles zogen, um an dem kommenden Demoalbum Mate. Feed. Kill. Repeat. (1996) zu arbeiten. Auf einer dort stattfindenden Party geriet die Band mit anderen Besuchern aneinander. Mit diesem Song wollte die Band diesen Leuten vor Augen führen, wie "verrückt" der mittlere Westen der Vereinigten Staaten (genauer gesagt Iowa) sei, wo die Band ursprünglich herkommt.
Chris Fehn, einer von zwei Perkussionisten der Band, äußerte sich in einem Interview folgendermaßen über Surfacing:

“It basically encompasses everything. Kind of encompasses the attitude of the band and the attitude of how we feel about life: Don't judge me. Everything that you think that you know about the world, and about Slipknot, and about your own life, might not be the case. So I think it's just openmindedness and just be cool.”

„Es umfasst grundsätzlich alles. Es umfasst die Einstellung der Band und die Einstellung, wie wir übers Leben denken: "Beurteile mich nicht." Alles was du über die Welt, Slipknot und dein eigenes Leben zu wissen glaubst, ist vielleicht gar nicht der Fall. Also denke ich, es ist einfach weltoffen und cool.“

## Sonstiges
Das Lied wird seit der Veröffentlichung von Slipknot regelmäßig auf Slipknot-Konzerten gespielt, womit es eines der meistgespielten Lieder der Band überhaupt ist. Meistens wird Surfacing als letzter Song der Setliste aufgeführt, war jedoch auf frühen Konzerten und in Phasen der Tournee zum vierten Album All Hope Is Gone (2008) auch als früher gespieltes Lied bzw. sogar als Opener vorzufinden. Auf der VHS/DVD Welcome to Our Neighbourhood ist eine Liveaufnahme des Stückes enthalten. Ebenso war Surfacing Teil des Auftrittes in der Londoner Arena vom 15. Februar 2002, der noch im gleichen Jahr unter dem Namen Disasterpieces auch als VHS und DVD herausgebracht wurde. Auf dem Videoalbum (sic)nesses, das das Konzert auf dem Download-Festival 2009 beinhaltet, wurde der Song ebenfalls live gespielt. Auf dem Livealbum 9.0: Live gibt es zudem einen Livemitschnitt im Audioformat des Liedes von der Tournee zu Vol. 3: (The Subliminal Verses) (2004).
Roadrunner United, eine Supergroup, die eine große Anzahl von Mitgliedern der Bands, welche bei Roadrunner Records unter Vertrag stehen, einschließt, coverten den Song anlässlich des 25. Jubiläums der Plattenfirma bei dem einzigen Auftritt der Gruppe in New York. Zu der Besetzung gehörten während der Aufführung Robb Flynn (Machine Head, Gesang), Andreas Kisser (Sepultura, Gitarre), Dino Cazares (Fear Factory, Gitarre), Adam Duce (Machine Head, Bass) und Roy Mayorga (Stone Sour, Schlagzeug).
Das Lied wurde offiziell nicht als Single ausgekoppelt, sodass auch kein dazugehöriges Musikvideo gedreht wurde. Lediglich in Frankreich wurde die Komposition 1999 als Promo-Single an Radiosender und Zeitschriften verteilt.
Der Refrain des Liedes "Fuck it all, fuck this world, fuck everything that you stand for, don't belong, don't exist, don't give a shit, don't ever judge me" ist auch auf ein Foto mit sämtlichen Bandmitgliedern auf der Rückseite des Booklets des Debüts gedruckt worden.